# Michael Brennan (Schauspieler)
Michael Brennan (* 25. September 1912 in London, England; † 29. Juni 1982 in Chichester) war ein britischer Schauspieler.

## Leben
Er spielte bspw. im Film Tom Jones und Feuerball mit. In Feuerball sollte er zunächst eine Figur namens Vargas spielen. Jedoch bekam später Philip Locke die Rolle, und so spielte Brennan immer an seiner Seite die Figur Janni.
Brennan war verheiratet mit Mary Hignett.

## Filmografie (Auswahl)
- 1939: The Fame of Grace Darling
- 1947: Sträfling 3312 – Auf der Flucht (They Made Me a Fugitive)
- 1948: Unruhiges Blut (Blanche Fury)
- 1948: Der Mann ohne Gewissen (My Brother’s Keeper)
- 1948: Die Seidene Schlinge (Noose)
- 1949: Tolle Tage (Cardboard Cavalier)
- 1949: Unschuldig verurteilt (For Them That Trespass)
- 1949: Keine Wahl ohne Qual (The Chiltern Hundreds)
- 1950: Die Nacht begann am Morgen (Morning Departure)
- 1950: Jagd auf „Z“ (Paul Temple’s Triumph)
- 1950: Schicksal zwischen Ebbe und Flut (Waterfront)
- 1951: Tom Browns Schulzeit (Tom Brown’s Schooldays)
- 1951: Auf falscher Spur (The Clouded Yellow)
- 1951: Der Dreizehnte Gast (Circle of Danger)
- 1951: Florence Nightingale – Ein Leben für den Nächsten (The Lady with the Lamp)
- 1952: Muß das sein, Fräulein? (Made in Heaven)
- 1952: Nur fünf Tage Zeit (Emergency Call)
- 1952: Ivanhoe – Der schwarze Ritter (Ivanhoe)
- 1953: Ich und der Herr Direktor (Trouble in Store)
- 1958: Herzlich willkommen im Kittchen (Law and Disorder)
- 1958: Da hast du nochmal Schwein gehabt (The Big Money)
- 1960: Ist ja irre – Unser Torpedo kommt zurück (Watch Your Stern)
- 1961: Im Namen des Teufels (The Devil’s Agent)
- 1961: Schuß aus dem Nichts (Johnny Nobody)
- 1963: Tom Jones – Zwischen Bett und Galgen (Tom Jones)
- 1965: Die Amourösen Abenteuer der Moll Flanders (The Amorous Adventures of Moll Flanders)
- 1965: James Bond 007 – Feuerball (Thunderball)
- 1966: C.I.A. an Malta: Diese Frau ist gefährlich (Death Is a Woman)
- 1967: Siebenmal lockt das Weib (Woman Times Seven)
- 1968: Ponydiebe (The Great Pony Raid)
- 1971: Die Fratze (Fright)
- 1971: Nur Vampire küssen blutig (Lust for a Vampire)
- 1972: Doomwatch – Insel des Schreckens (Doomwatch)
- 1972: Kommandosache ‘Nackter Po’ (Up the Front)
- 1972: Das Dunkel der Nacht (Nothing But the Night)
- 1979: Canned Laughter